# Кравиц, Зои
Зо́и Изабелла Кра́виц (англ. Zoë Isabella Kravitz, род. 1 декабря 1988, Лос-Анджелес, Калифорния, США) — американская актриса, певица и модель.
Дочь актёра и музыканта Ленни Кравица и актрисы Лизы Боне, она дебютировала в романтической комедии «Вкус жизни» (2007). Прорывом для неё стала роль Энджел Сальвадор в супергеройском фильме «Люди Икс: Первый класс» (2011), которая принесла ей номинации на Teen Choice Award и Scream Award. Она стала известной, сыграв Кристину в серии фильмов «Дивергент» (2014—2016) и Лету Лестрейндж в серии «Фантастические твари» (2016—2022).
Помимо актёрской деятельности, Кравиц работает как модель и музыкант. С 2017 года она является лицом YSL Beauté. Кравиц также снималась в рекламных кампаниях для Tiffany & Co., Vera Wang, Balenciaga, Alexander Wang, Coach New York, Tumi и Calvin Klein. Она является фронтменом группы Lolawolf и выпустила альбомы Calm Down в 2014 году и Tenderness в 2020 году. Журнал Time назвал Кравиц одной из 100 самых влиятельных людей в 2022 году. С 2024 режиссёр.

## Биография

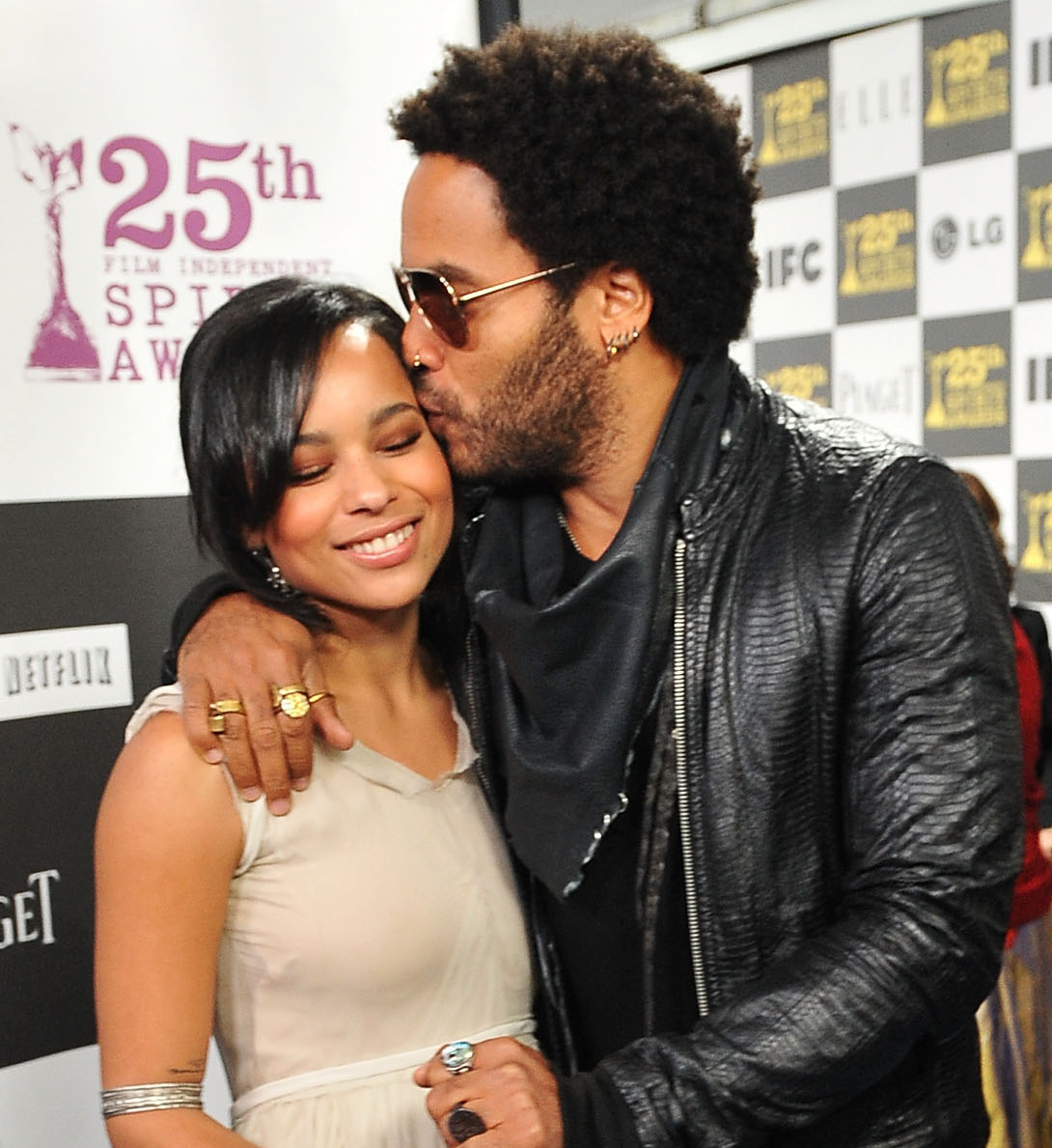
Кравиц со своим отцом Ленни Кравицем в марте 2010 года

Кравиц родилась в Венисе, Лос-Анджелес, в доме своих родителей, актрисы Лизы Боне и музыканта Ленни Кравица. Оба её родителя наполовину афроамериканского, наполовину еврейского происхождения. Её бабушка по отцовской линии, актриса Рокси Рокер, и дедушка по материнской линии, Аллен Боне, были афроамериканцами, а часть семьи её бабушки была родом с Багамских Островов. Её дедушка по отцовской линии, продюсер телевизионных новостей NBC Сай Кравиц, и бабушка по материнской линии, Арлин Литман, были евреями-ашкеназами. Семья деда по отцовской линии Кравиц эмигрировала из Российской империи. Кравиц идентифицирует себя как светского еврея. Песня «Flowers for Zoë», включённая во второй альбом её отца Mama Said, была написана как дань уважения двухлетней Зои.
Родители Кравиц поженились в 1987 году и развелись шесть лет спустя, в 1993 году, когда Зои было 5 лет. Она жила с матерью в каньоне Топанга, а затем в возрасте 11 лет переехала в Майами к отцу, проводя лето с матерью. У Кравиц есть младшая единоутробная сестра, Лола Иолани Момоа, и единоутробный брат, Накоа-Вольф Манакауапо Намакаеха Момоа, от второго брака её матери с актёром Джейсоном Момоа. Её крёстный отец — кинопродюсер Брюс Коэн, а крёстные матери — актрисы Мариса Томей и Кри Саммер.
В 2007 году Зои сыграла в фильме режиссёра Нила Джордана «Отважная» вместе с Джоди Фостер. Кроме того снялась в кинокартине «Вкус жизни» режиссёра Скотта Хикса, где играла на одной площадке с Кэтрин Зета-Джонс и Аароном Экхартом. Зои завершила работу в обеих картинах к моменту окончания последнего года своего обучения в школе. В 2008 году Зои снялась в фильме Крейга Лукаса «Птицы Америки», где она играла с такими именитыми актёрами как Мэттью Перри, Бен Фостер и Хилари Суонк и Дженнифер Гудвин. На съёмках этого фильма у Зои начался роман с Беном Фостером, который продолжался до конца 2008 года.
Зои снялась в видеоклипе Jay-Z на песню «I Know». Также приняла участие в кампании в поддержку кандидата в президенты США Барака Обамы, для чего спела в видео «We Are The Ones» We Are The Ones.
В комедии «Убийство школьного президента» Зои работала вместе с Брюсом Уиллисом.
В 2008 году Зои была задействована в независимой картине «Самый лучший» (The Greatest) с участием Пирса Броснана, Сьюзан Сарандон, Кэри Маллиган о родителях, которые пытаются пережить смерть своего сына, и узнают о том, что некая девушка ждёт от него ребёнка. Это режиссёрский дебют сценаристки Шаны Фесте, продюсером выступил Пирс Броснан, премьера фильма состоялась на международном кинофестивале независимого кино Сандэнс 2009 в Парк Сити, США.
В 2011 году исполнила роль Анхель Сальвадор в фильме «Люди Икс: Первый класс».
В 2015 году на экраны вышел четвёртый фильм франшизы «Безумный Макс: Дорога ярости», где Зои сыграла роль Тост, одну из жён антагониста.
В 2014 году в фильме «Дивергент» сыграла роль Кристины, подруги главной героини Беатрис. В 2015 на большие экраны вышло продолжение «Дивергента» — «Инсургент» , где Зои также снялась.
В 2016 году в фильме «Фантастические твари и где они обитают» на несколько секунд появилась фотография Зои в образе героини Литы Лестрейндж.
С 2017 года играет роль Бонни Карлсон в сериале HBO «Большая маленькая ложь».
В ноябре 2018 года выходит вторая часть франшизы «Фантастические твари: Преступления Грин-де-Вальда», где Кравиц исполнила роль одного из главных персонажей фильма.
В феврале 2020 года вышел сериал «Меломанка» с Зои Кравиц в главной роли.
Кравиц сыграла Селину Кайл / Женщину-кошку в фильме режиссёра Мэтта Ривза «Бэтмен», который вышел 4 марта 2022 года и имел успех у критиков и аудитории, собрав более 700 миллионов долларов на международном уровне. Игра Кравиц получила положительные отзывы. В том же году дебютировала как режиссёр, сняв фильм-триллер «Подай знак». В 2025 году Sony предложило актрисе срежиссировать их новый фильм под названием «Как спасти брак». Весной 2025 года шли съёмки триллера о банковском ограблении — главная роль отдана Зоэ Кравиц.

## Личная жизнь
В 2016 году Кравиц начала встречаться с актёром Карлом Глусманом. В октябре 2018 года Кравиц объявила об их помолвке. 29 июня 2019 года они поженились в доме отца Зои, Ленни Кравица, в Париже, Франция. 23 декабря 2020 года стало известно, что Кравиц подала на развод с Глусманом. В 2021 году стала встречаться с Ченнингом Татумом. В октябре 2024 года они расторгли помолвку. Расставание пары совпало с последним, до расторжения помолвки, большим интервью актрисы, в котором она говорила о том, что у пары, скорее всего, не будет детей. В 2025 году, после совместной прогулки, СМИ стали активно продвигать возможность романтических отношений между Зои Кравиц и её коллегой Ноа Сентинео, что не подтвердилось ими лично. Это не первое предположение прессы такого плана. Таким образом, совместные ночные съёмки актрисы с Остином Батлером сначала также приняли за романтическое свидание.

## Фильмография
| Год       |     | Русское название                                           | Оригинальное название                       | Роль                        |
| --------- | --- | ---------------------------------------------------------- | ------------------------------------------- | --------------------------- |
| 2007      | ф   | Отважная                                                   | The Brave One                               | Хлоя                        |
| 2007      | ф   | Вкус жизни                                                 | No Reservations                             | Шарлотта                    |
| 2008      | ф   | Убийство школьного президента                              | Assassination of a High School President    | Валери Торрес               |
| 2008      | ф   | Птицы Америки                                              | Birds of America                            | Джиллиан Тэнегер            |
| 2009      | ф   | Самый лучший                                               | The Greatest                                | Эшли                        |
| 2010      | ф   | Двенадцать                                                 | Twelve                                      | Габриэлла                   |
| 2010      | ф   | Помни о Гонзо                                              | Beware the Gonzo                            | Иви Уоллес                  |
| 2010      | ф   | Это очень забавная история                                 | It's Kind of a Funny Story                  | Ниа                         |
| 2011      | ф   | Крик в небеса                                              | Yelling to the Sky                          | Суитнес О`Хара              |
| 2011      | с   | Блудливая Калифорния                                       | Californication                             | Пёрл                        |
| 2011      | ф   | Люди Икс: Первый класс                                     | X-Men: First Class                          | Анхель Сальвадор            |
| 2013      | ф   | Мальчик, который пахнет как рыба                           | The Boy Who Smells Like Fish                | Лора                        |
| 2013      | ф   | После нашей эры                                            | After Earth                                 | Сенши Рэйдж                 |
| 2014      | ф   | Дивергент                                                  | Divergent                                   | Кристина                    |
| 2014      | ф   | Притворись, что мы целуемся                                | Pretend We're Kissing                       | Отом                        |
| 2014      | ф   | Тронутые                                                   | The Road Within                             | Мэри                        |
| 2014      | в   | Принесение дивергента в реальность                         | Bringing «Divergent» to Life                | Актриса                     |
| 2014      | ф   | Хорошее убийство                                           | Good Kill                                   | Вера Суарес                 |
| 2015      | ф   | Наркотик                                                   | Dope                                        | Нэкия                       |
| 2015      | ф   | Дивергент, глава 2: Инсургент                              | The Divergent Series: Insurgent             | Кристина                    |
| 2015      | ф   | Безумный Макс: Дорога ярости                               | Mad Max: Fury Road                          | Тост                        |
| 2016      | ф   | Дивергент, глава 3: За стеной                              | The Divergent Series: Allegiant             | Кристина                    |
| 2016      | ф   | Винсент и Рокси                                            | Vincent-N-Roxxy                             | Рокси                       |
| 2016      | с   | Портландия                                                 | Portlandia                                  | Кендалл                     |
| 2016      | ф   | Аладдин Адама Грина                                        | Adam Green's Aladdin                        | Шахтёр                      |
| 2016      | кор | Слишком законно                                            | Too Legit                                   | Салли                       |
| 2016      | тф  | Моррис и корова                                            | Morris & the Cow                            | Лоретта                     |
| 2017      | ф   | Лего Фильм: Бэтмен                                         | The Lego Batman Movie                       | Селина Кайл / Женщина-кошка |
| 2017      | ф   | Близнецы                                                   | Gemini                                      | Хизер Андерсон              |
| 2017      | ф   | Очень плохие девчонки                                      | Rough Night                                 | Блэр                        |
| 2017      | кор | Кинематографические звуковые эффекты: как они это сделали? | Movie Sound Effects: How Do They Do That?   | Селина Кайл/Женщина-кошка   |
| 2017—2025 | с   | Большая маленькая ложь                                     | Big Little Lies                             | Бонни Карлсон               |
| 2018      | ф   | Кин                                                        | Kin                                         | Милли                       |
| 2018      | ф   | Фантастические твари: Преступления Грин-де-Вальда          | Fantastic Beasts: The Crimes of Grindelwald | Лита Лестрейндж             |
| 2018      | мф  | Человек-паук: Через вселенные                              | Spider-Man: Into the Spider-Verse           | Мэри Джейн Уотсон           |
| 2020      | с   | Меломанка                                                  | High Fidelity                               | Робин                       |
| 2020      | ф   | Вьена и «Призраки»                                         | Viena and the Fantomes                      | Мидж                        |
| 2020      | с   | Мир утих                                                   | A World of Calm                             | Рассказчик                  |
| 2022      | ф   | Кими                                                       | KIMI                                        | Анджела Чайлдс              |
| 2022      | ф   | Бэтмен                                                     | Batman                                      | Селина Кайл/Женщина-кошка   |
| 2022      | с   | Субботней ночью в эфире                                    | Saturday Night Live                         | В роли себя                 |
| 2024      | ф   | Подай знак                                                 | Blink Twice                                 | Стюардесса                  |
| 2025      | с   | Киностудия                                                 | The Studio                                  | Зоэ                         |
| 2025      | ф   | Пойман с поличным                                          | Caught Stealing                             | Ивонн                       |
| 2025      | ф   | Автопортрет                                                | Self-Portrait                               | Кэтрин                      |
| 2026      | ф   | Как ограбить банк                                          | How to Rob a Bank                           | ТВА                         |
| 2027      | ф   | Бэтмен. Часть 2                                            | The Batman — Part II                        | Селина Кайл / Женщина-кошка |